# Verdienstmedaille für den Zivilschutz (Luxemburg)
Die Verdienstmedaille für den Zivilschutz wurde am 4. Dezember 1987 durch Großherzog Jean von Luxemburg gestiftet und wird als Anerkennung und Belohnung an Personen verliehen, die sich im freiwilligen oder hauptamtlichen Dienst des Zivilschutzes ausgezeichnet haben. Ferner wird sie für langjährige verdienstvolle Tätigkeit auf diesem Gebiet verliehen.

## Klassen
Die Auszeichnung besteht aus drei Stufen.
- I. Stufe – Gold mit Krone
- II. Stufe – Silber
- III. Stufe – Bronze

Freiwillige Helfer können nach 10 Jahren mit der III. Stufe beliehen werden, nach 15 Jahren mit der II. Stufe und nach 20 Jahren mit der I. Stufe. Bei hauptamtlichen Mitarbeitern verkürzen sich diese Fristen um fünf Jahre, sodass die III. Stufe bereits nach fünf, die II. Stufe nach 10 und die I. Stufe nach 15 Jahren verliehen werden kann.
Für außergewöhnliche Verdienste um den Zivilschutz kann die I. Stufe auch direkt zur Verleihung kommen.

## Aussehen
Die aus Bronze gefertigte runde Medaille ist in den einzelnen Stufen vergoldet bzw. versilbert und zeigt drei ineinander verschlungene Ringen, in denen jeweils die Worte ALTRUISME SOLIDARITE DEVOUEMENT (Gemeinwohl, Solidarität, Hingabe) zu lesen sind. Auf der Rückseite ist das Wappen Luxemburgs mit der Umschrift  MERITE DE LA PROTECTION CIVILE  (Verdienst um den Zivilschutz) zu sehen.

## Trageweise
Getragen wird die Auszeichnung an einem weißen Band mit einem hellblauen Mittel- und roten Randstreifen auf der linken Brustseite.